# Akira Maeda
Akira Maeda (前田 日明 Maeda Akira?) (nacido Go Il-myeong; Osaka, 24 de enero de 1959) es un luchador profesional retirado de ascendencia japonés-coreana, principalmente conocido por su trabajo en Universal Wrestling Federation y Fighting Network RINGS.
Durante sus años en activo, Maeda fue una de los principales figuras del shoot wrestling, y se convirtió en uno de los luchadores más carismáticos a la vez que polémicos debido a su violento temperamento, que le ocasionó numerosos enfrentamientos con otros luchadores de su época y no menos infracciones legales. Maeda permanece como uno de los promotores de artes marciales mixtas más activos, y ha sido clave en la expansión de los deportes de combate en Japón, contribuyendo a la fundación de la empresa de kickboxing K-1 e introduciendo el sambo por primera vez en el panorama deportivo japonés. Actualmente es director de las dos compañías fundadas por él, RINGS y The Outsider.

## Carrera en la lucha libre profesional
Desde su juventud, Maeda entrenó extensamente en shorinji kempo y karate de estilo Kyokushin. En 1977, el por entonces aprendiz de luchador Satoru Sayama le presentó a Hisashi Shinma, directivo de New Japan Pro Wrestling, y este le ofreció un contrato de desarrollo. Akira aceptó y fue puesto bajo la tutela de Karl Gotch.

### New Japan Pro Wrestling (1978-1984)
Maeda entró en New Japan Pro Wrestling en 1978 y debutó el mismo año ante Masanobu Kurisu. Al igual que otros luchadores de su época, Akira realizó un tour al extranjero, siendo Reino Unido su destino; allí adoptó el nombre de Kwik-Kik-Lee, el hermano menor de Sammy Lee. A su retorno a Japón en 1983, participó en el primer torneo International Wrestling Grand Prix sustituyendo a Dino Bravo, y combatió contra nombres como Antonio Inoki, Killer Khan y Rusher Kimura.
Maeda mejoró considerablemente en el ring, y Shinma, al ver su atleticismo y habilidades reales, planeó convertirle en el siguiente Antonio Inoki y hacerle ocupar el estrellato de NJPW. Sin embargo, Shinma fue forzado a abandonar la empresa poco después, y estos planes se quedaron en nada. Maeda empezó a detestar la lucha libre de por entonces por poner a otros luchadores por encima de los que, como él, tenían auténticas capacidades de lucha gracias a sus conocimientos de artes marciales; y por ello, odiaba tener que perder por motivos del guion contra oponentes que consideraba inferiores. No mucho después, Maeda siguió a Shinma y abandonó la NJPW.

### Universal Wrestling Federation (1984-1986)
En abril de 1984, Hisashi Shinma fundó Universal Wrestling Federation, a la que pronto se unieron Maeda, Satoru Sayama, Yoshiaki Fujiwara y varios más, que compartían el mismo tipo de entrenamiento. En esta empresa Maeda y el resto pudieron ejercer el estilo de lucha realista que buscaban, llamado shoot wrestling, que nació del trasfondo de artes marciales que habían tenido sus fundadores. Realizaban combates de estilo extremadamente duro y comparable a las artes marciales mixtas, y aunque los resultados de los combates seguían estando predeterminados, resultó ser el estilo de lucha profesional más convincente de la época, haciendo pensar a no pocos fanes que eran combates auténticos. Maeda y Satoru Sayama fueron definidos como los principales miembros de UWF. De los dos, Akira fue el más dado a la polémica; en los primeros meses, Maeda había sido obligado a perder contra luchadores de World Wrestling Federation sin entrenamiento real, algo que él odiaba, por lo que en cuanto terminó el acuerdo entre UWF y WWF, criticó activamente a la WWF y otras empresas por ser falsas, y declaró que en UWF estaban las luchas reales. En especial, Maeda se burló de Antonio Inoki, a quien acusaba de no ser un luchador real, y a Tatsumi Fujinami, al que llegó a retar a una lucha en UWF.
Fue entonces cuando Maeda comenzó a hacerse célebre por sus enemistades reales con varios de sus compañeros debido a sus desacuerdos. En el principal de ellos, Maeda discutió con Sayama sobre la dirección de UWF, ya que Maeda y otros luchadores creían que Sayama estaba acumulando demasiado poder creativo y adaptando la promoción a su propio gusto. El conflicto llegó a su punto álgido cuando en un combate en 1985 entre ambos, Akira dejó de seguir el guion y atacó a Sayama con un golpe bajo; el combate fue detenido y Maeda fue descalificado por la agresión. A pesar del exabrupto, Shinma y la mayoría de miembros de UWF se unieron a Maeda en la disputa, por lo que Sayama terminó por abandonar la compañía. UWF fue disuelta en 1986, y Maeda y Sayama no se reconciliarían hasta 20 años más tarde.

### Retorno a New Japan Pro Wrestling (1986-1988)
Tras la caída de UWF, Maeda y sus compañeros reaparecieron en NJPW formando un stable de usuarios de shoot wrestling para (kayfabe) invadir la promoción. Maeda y sus colegas eran ahora más populares que nunca gracias a su nueva imagen de rebeldes, especialmente Maeda, que era considerado el sucesor espiritual de Antonio Inoki, tal y como Hisashi Shinma había planeado al principio de su carrera. Se dijo que el mismo Inoki les había permitido volver a NJPW a regañadientes sólo porque él mismo había hecho una maniobra similar para fundar New Japan, pero aun así, no estaba dispuesto a ceder su fama a Maeda. Por ello, Maeda guardó resentimiento contra Inoki, incluso negándose a participar en ningún combate en que tuviera que caer ante él. De hecho, la lucha que se había programado entre los dos para marzo de 1986 tuvo que ser cambiada a un combate por equipos por culpa de esto.
El 26 de mayo de 1986, la disputa se agravó por el incidente en un encuentro entre Maeda y Andre the Giant, un luchador al que Akira desdeñaba por haber trabajado en la poco realista World Wrestling Federation. Al poco de empezar, el encuentro se torció completamente cuando Andre, que parecía hallarse bajo los efectos del alcohol, se negó a cooperar con Maeda, lo que enfureció al japonés. A pesar de que Antonio Inoki acudió para imponer orden, Andre rechazaba una y otra vez el curso del combate, y Akira, cada vez más exasperado, comenzó a lanzar patadas reales contra su gigantesco antagonista en un intento de hacerle reaccionar. Al final, Andre se fingió derribado para que Maeda le realizara el pinfall, pero este se negó a terminar la lucha, y el director Inoki se vio obligado a suspenderla. El suceso suscitó una enorme controversia, y no faltó quien dijera que las acciones de Andre habían sido ordenadas por Inoki para castigar a Maeda.
La mayor actividad de Akira se destacó en el terreno por parejas. En agosto, Maeda y su compañero de equipo Osamu Kido ganaron el IWGP Tag Team Championship ante Kengo Kimura & Tatsumi Fujinami y lo retuvieron ante ellos días después, pero lo perdieron en el tercer combate entre ellos. Tras este fracaso, Maeda tuvo otro momento de fama al someter al kickboxer Don Nakaya Nielsen en una Different Style Fight, recuerdo de la UWF. Los meses siguientes, Riki Choshu y sus compañeros de Japan Pro Wrestling llegaron a New Japan en su propia invasión, y Maeda y su compañero Nobuhiko Takada se unieron a él. Los dos derrotaron a Keiji Muto & Shiro Koshinaka para ganar, por segunda vez en caso de Maeda, el IWGP Tag Team Championship, el cual perdieron un año después ante otros dos miembros de la UWF que estaban al otro lado de la contienda, Yoshiaki Fujiwara & Kazuo Yamazaki.
En junio de 1986, Maeda luchó con uno de los pocos miembros de NJPW a los que respetaba, Tatsumi Fujinami, pero la lucha tuvo que terminar de forma improvisada cuando Akira lanzó una patada demasiado fuerte y lesionó a Fujinami. Este no sería el último episodio similar, ya que en noviembre de 1987, durante un combate con equipos, Maeda reavivó a su enfrentamiento con Inoki de la manera más drástica: se acercó a Riki Choshu, enemigo de Maeda que se encontraba en el suelo sometiendo a Osamu Kido, y le asestó una patada en el rostro con toda su fuerza. El nuevo incidente valió a Choshu la fractura de su hueso orbital y a Maeda su suspensión. Los directores ordenaron a Akira ir a México y aprender la lucha libre mexicana hasta que el veto de competir en Japón fuera levantado, pero Maeda se negó, prefiriendo ser despedido.

### UWF Newborn (1988-1990)
Maeda y otros luchadores reformaron UWF como UWF Newborn, siguiendo el mismo estilo de realismo que la anterior encarnación, pero introduciendo normas de knockout y asaltos como en las artes marciales. Akira participó activamente en la empresa, consiguiendo un gran número de victorias, y siendo de nuevo el principal luchador, pero una discusión con el director Shinji Jin sobre temas económicos detuvo el crecimiento de UWF. Maeda se negaba a celebrar eventos en conjunción con otras promociones, y acusó a Jin de malversación de fondos de la compañía, lo que causó que fuera despedido. Con él se fueron algunos de los miembros de UWF Newborn.

## Carrera en las artes marciales mixtas

### Fighting Network RINGS (1991-2002)
Tras la disolución de UWF Newborn, Maeda fundó su propia empresa de lucha libre, Fighting Network RINGS, con la ayuda de artistas marciales de Rusia y Holanda. RINGS empezó a celebrar tanto luchas coreografiadas como de artes marciales mixtas, pero Maeda se dedicó sólo a las primeras, ya que estaba demasiado desgastado por sus años de carrera como para iniciarse en las exigentes competencias de MMA. Aunque el prestigioso sitio Sherdog recoge una lista de las luchas de Maeda listadas como artes marciales mixtas, éstas son en realidad combates de lucha libre profesional. Entre estos, Maeda tuvo importantes encuentros con nombres como Volk Han, Chris Dolman y Dick Vrij, entre otros.
Debido a que el canal WOWOW sólo accedió a televisar eventos de RINGS si Maeda participaba en ellos, Akira se vio obligado a ocupar la cartelera en todas las ocasiones posibles, hasta que una grave lesión del ligamento cruzado anterior en 1992 le obligó a atenuar su ritmo de trabajo. Posibles candidatos a ocupar su puesto como as de RINGS fueron Kiyoshi Tamura y Tsuyoshi Kohsaka, los dos nativos más importantes de la promoción, pero éstos encontraban dificultades en sus actividades en las MMA y no tenían carisma suficiente, lo que obligó de nuevo a Maeda a posponer su retiro a fin de sustentar la promoción. En 1993, consiguió un acuerdo con WOWOW que le permitía tomarse un año sabático, que aprovechó para someterse a cirugía en la rodilla, pero su técnica ya no volvería a ser la misma.
Como director de RINGS, Akira volvió a ser el detonante de un conflictos reales, debido una vez más a su temperamento. En 1994, RINGS lanzó una propuesta de acuerdo de trabajo a UWF International, cuyo miembro Yoji Anjo discutió y finalmente negó. Maeda, enfurecido, llamó al dojo de UWF-i y pidió la dirección de Anjo, afirmando que iba a ir a su casa a asesinarlo. Los de UWF-i llamaron a la policía con rapidez y Maeda se vio obligado por la junta directiva de RINGS a disculparse públicamente. A pesar de ello, Maeda conservó su enemistad con Anjo, y en junio de 1996, durante una entrevista televisiva en la que ambos estaban invitados, le dio un puñetazo y tuvo que ser sacado del plató. Por esa misma época, además, acusó a los directivos de Pancrase de estarle impidiendo a Guy Mezger la posibilidad de luchar para RINGS, a pesar de que esto fue desmentido por el propio Mezger. Yoshiki Takahashi, perteneciente a Pancrase, retó a Maeda a una lucha, pero este declaró que si tenía que luchar contra alguien de Pancrase prefería que fuera contra Minoru Suzuki, quien rechazó el ofrecimiento.
En octubre de 1997, Maeda asistió al primer evento de PRIDE Fighting Championships, en el que Nobuhiko Takada fue vencido por Rickson Gracie en lo que fue una derrota más a las tradiciones de la antigua Universal Wrestling Federation. Sorprendentemente, Akira recibió la mayor ovación de la noche cuando fue presentado en el estadio después de la lucha, pues después de la derrota de Takada, los fanes de Japón confiaban en él y en Masakatsu Funaki, las otras dos estrellas del shoot wrestling, para vengar la derrota. A pesar de hallarse gravemente debilitado por sus lesiones, Maeda accedió con rapidez y trató de negociar una lucha con Rickson, pero este no aceptó.
En julio del año siguiente, Maeda tuvo su combate de retiro enfrentándose a Yoshihisa Yamamoto, ganando por decisión en una lucha en la evidenció más que nunca el final de su carrera. Akira, sin embargo, volvería a pisar el ring en un evento especial ante Alexander Karelin, después de que Rickson hubiera aceptado sorprendentemente luchar una revancha en PRIDE contra Takada ignorando la oferta de Maeda. Tras ello, Maeda se dedicó enteramente a sus tareas de directivo, y RINGS hizo una transición total a las MMA.
En 1999, durante un evento de Ultimate Fighting Championship en Japón, Yoji Anjo noqueó de un golpe a Maeda en venganza por su anterior ataque, hecho que fue aplaudido por Yoshiki Takahashi. La rivalidad entre RINGS y las otras dos empresas -Pancrase y UWF International- duró hasta mucho después, con Maeda protagonizando otra agresión, esta vez al presidente de Pancrase Masami Ozaki. Maeda fue arrestado y condenado a pagar una multa al promotor.

### Big Mouth LOUD (2005-2008)
Poco después de ser fundada Big Mouth LOUD, Maeda fue contratado por su director Fumiko Uhei como asesor. Maeda promovió la presencia de Katsuyori Shibata como principal contendiente de LOUD y se encargó de supervisar la sección de artes marciales mixtas de LOUD, llamada HERO'S. Esta división, que había sido creada en conjunción con K-1 y su empresa madre FEG, acabó separándose totalmente de BML y formando una empresa por derecho propio. Maeda se trasladó con ella, y sin su apoyo, BML cerró poco después.
En 2008, FEG anunció que cancelaba HERO'S, y Maeda fue liberado de su contrato.

### The Outsider (2008-2010)
Tras dejar HERO'S, Maeda fue por libre y creó otro evento, The Outsider, dedicada a las MMA amateur. Dos años después, la empresa ZST -creada por antiguos miembros de RINGS- revivió a la antigua RINGS, al lado de Maeda.

## En lucha
- Movimientos finales
  - Cross armbar[2][3]
  - High-speed roundhouse kick a la cabeza del oponente[1]
  - Bridging capture suplex[2][3]

- Movimientos de firma
  - Arm trap single leg Boston crab[1]
  - Crossface chickenwing[1]
  - Heel hook[2]
  - Múltiples palm strikes
  - Sitout belly to back piledriver[2]
  - Sleeper hold[2][3]
  - Varios tipos de kick:
    - Abisegiri[3] (Rolling wheel)[2]
    - Drop
    - Jumping high
    - Múltiples stiff roundhouse al torso del oponente[3]
    - Punt a la cabeza del oponente
    - Savate[3]
    - Shoot a la pierna del oponente
    - Spin[3]
    - Spinning heel a la cara del oponente[3]

  - Varios tipos de suplex:
    - Belly to back
    - Belly to belly
    - Bridging full Nelson
    - Bridging German[2][3]
    - Bridging single underhook[3]

- Apodos
  - "Kakutō Ō" (平成の格闘王 Kakutō Ō?, El Rey de la Lucha)[10]

## Campeonatos y logros
- Fighting Network RINGS
  - RINGS Battle Dimensions Tournament (1993)

- New Japan Pro Wrestling
  - IWGP Tag Team Championship (2 veces) -  con Osamu Kido (1) y Nobuhiko Takada (1)
  - NJPW Greatest Wrestlers (clase de 2009)

- Pro Wrestling Illustrated
  - Situado en el Nº13 con Nobuhiko Takada en los 100 mejores tag teams de la historia - PWI Years, 2003[13]
  - Situado en el Nº40 dentro de los 500 mejores luchadores de la historia - PWI Years, 2003[14]

- Wrestling Observer Newsletter
  - WON Luchador del año (1988)
  - WON Promotor del año (1989)
  - WON Hall of Fame (clase de 1996)

- Tokyo Sports Grand Prix
  - Luchador del año (1989)[15]
  - MVP (1989)
  - Premio técnico (1983)
  - Premio al esfuerzo (1981)
  - Gran premio especial (1988)
  - Lucha del año (1986) - contra Tatsumi Fujinami el 12 de junio

## Filmografía
| Título             | Papel    | Año  |
| Yawara!            | Él mismo | 1989 |
| Waru               |          | 2006 |
| Waru: kanketsu-hen |          | 2006 |

## Libros publicados
- Kakuto Oe no Chosen (1988)
- Power of Dream (1988)
- Dare no Tame ni Ikiru ka (1992)
- Saikyo no Jibun o Tsukuru (1994)
- Ma Kakutogi Densetsu RINGS (1994)
- Mukan (1998)